# جومرة (الحيمة الداخلية)

تعديل مصدري - تعديل

جومرة هي إحدى قرى عزلة الجدعان بمديرية الحيمة الداخلية التابعة لمحافظة صنعاء، بلغ تعداد سكانها 673 نسمة حسب تعداد اليمن لعام 2004.